# هنریک بیستا
هنریک بیستا (انگلیسی: Henryk Bista؛ ۱۲ مارس ۱۹۳۴ – ۸ اکتبر ۱۹۹۷) بازیگر اهل لهستان بود.
از فیلم‌ها یا برنامه‌های تلویزیونی که وی در آن نقش داشته‌است، می‌توان به قمار فوتبال، مادر پادشاهان، عالی‌مقام، گا، گا، درود بر قهرمانان، نگرش تنگ‌نظرانه ۱۹۰۱، وابانک، سفرهای آقای کِـلِـکْسْ، خوشنام، مرگ یک رئیس‌جمهور، زندگی برای زندگی: ماکسیمیلیان کلبه، صفر-هفت، به‌گوشم، فهرست شیندلر، آخرالزمان کوچک، ده فرمان ۱۰، بر گوی نقره‌ای، حقیقت، او-بی، او-با: پایان تمدن، بازگشته و دیروز اشاره کرد.